# 전상일
전상일(全相一, 1953년 9월 20일 강원도 춘천시 ~ )은 동양종합금융증권 대표이사 사장을 거쳐 현재는 NH농협증권 대표이사 사장인 대한민국의 기업인, 금융인이다.

## 학력
- 경기고등학교
- 서울대학교 무역학과 경제학 학사
- 스탠퍼드대학교 대학원 경영학 석사

## 경력
- 동양종합금융증권 경영지원본부 부본부장
- 동양종합금융증권 기업금융본부 부본부장
- 동양종합금융증권 자산운용본부 본부장
- 동양글로벌 이사
- 동양종합금융증권 이사
- 동양자산운용 대표이사 사장
- 동양종합금융증권 전무
- 동양종합금융증권 부사장
- 동양종합금융증권 대표이사 사장
- 동양메이저 사장
- 동양시멘트 사장
- 동양종합금융증권 부회장
- NH농협증권 대표이사 사장

## 참고자료
- 전상일 네이버 인물검색
- 전상일 다음 인물검색[깨진 링크(과거 내용 찾기)]